# Istoria Găgăuziei
Istoria Găgăuziei pornește cu cele mai vechi timpuri, cunoscând următoarele etape principale:

## Epoca antică
Teritoriul de la est de Nistru a fost parte integrantă a spațiului geto-dac, fiind populat de bastarni, cu care dacii au purtat mai multe lupte sub conducerea regelui Oroles iar dacii au sfârșit prin a-i învinge pe noii veniți. Deși nu se știe precis când au avut loc aceste evenimente, este cert că Burebista a fost cel care a pus capăt "episodului bastarnic" din istoria Daciei. Ulterior acest spațiu a împărtășit evoluțiile istorice majore similare Daciei, precum procesul de romanizare. Mai târziu, în secolele VI - IX, confruntarea cu valurile succesive de populații migratoare nu a dus la eliminarea elementului romanic din regiune, ci dimpotrivă, la încheierea procesului de formare a poporului român și a limbii române, consecința în plan politic fiind apariția primelor formațiuni politico-teritoriale românești.

## Evul mediu
Găgăuzii sunt urmașii turcilor selgiucizi stabiliți în Dobrogea, împreună cu pecenegii, uzii și cumanii, popoare care au urmat pe sultanul selgiuc Izzeddin Keykavus al II-lea (1236-1276). Mai exact, un clan de turci Oguzi au migrat către Balcani în timpul conflictelor inter-tribale cu alți turci. Oguzii s-au convertit de la Islam la Creștinismul Ortodox după ce s-au stabilit în Balcanii de Est (în Bulgaria) și au fost numiți turci găgăuzi. Un grup mare de găgăuzi a părăsit mai târziu Bulgaria și s-a stabilit în sudul Basarabiei împreună cu un grup de etnici bulgari, la începutul secolului XIX.

## Epoca modernă

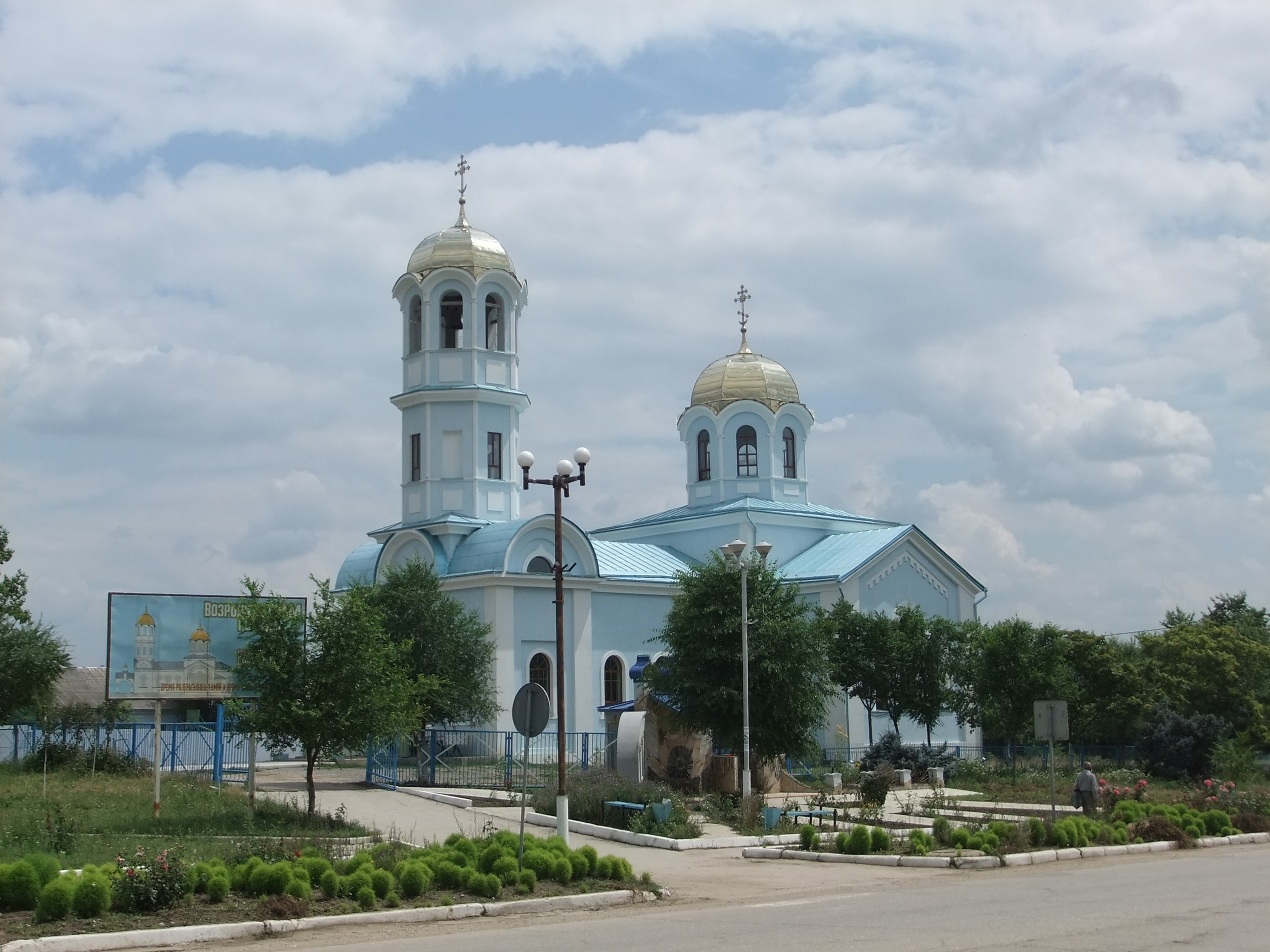
Biserică în Ceadîr-Lunga

În 1812, Basarabia, jumătatea estica a Principatului Moldovei, a fost ocupată de Imperiul Rus și triburile Nogai care locuiau în mai multe sate din Basarabia de Sud (sau Bugeac) au fost obligați să părăsească zona.
Între 1812 și 1846, rușii au recolonizat cu găgăuzi aduși din estul Bulgariei (care a rămas sub Imperiul Otoman) într-o Basarabie ortodoxă, în principal în așezările părăsite de nogai. Ei s-au stabilit acolo, în paralel cu bulgarii basarabeni în Avdarma, Comrat, Congaz, Tomai, Cișmichioi și alte foste sate locuite de nogai. Unii găgăuzi s-au stabilit în partea liberă a Principatului Moldovei, care nu intra sub controlul rusesc în 1812, dar aceștia s-au mutat în zona compactă care o populează astăzi.
Cu excepția a cinci zile, când a fost de facto, independentă în iarna anului 1906, atunci când o răscoală țărănească a declarat republică autonomă din Comrat, găgăuzii au fost conduși de Imperiul Rus (1812-1917), România (1918 – 1940 și 1941 – 1944), de Uniunea Sovietică (1940 -1941 și 1944 – 1991) și Republica Moldova (1917 – 1918 și 1991 până în prezent).

## Epoca contemporană
În momentul Marii Uniri din anul 1918, deputații găgăuzi din Sfatul Țării se abțin de la votarea deciziei de a se reuni cu patria-mamă, mai mult de teama unor represalii din partea sovieticilor, în condițiile în care bolșevicii nu renunțaseră la ideea recuperării în forță a Basarabiei.
În perioada interbelică, găgăuzii devin însă una dintre cele mai bine integrate comunități etnice din Basarabia. Toți găgăuzii cunoșteau pe atunci limba română și urau comunismul.
În mod surprinzător, tot în perioada interbelică, găgăuzii votează masiv cu Garda de Fier, fiind simpatizanți ai Legiunii Arhanghelului Mihail și ai politicii duse de Căpitan. Ortodoxia militantă și anticomunismul fervent, promovate de legionarii români, atrag pe atunci un mare număr de etnici găgăuzi.
Perioada de sub ocupația sovietică, educația forțată în spiritul materialismului dialectic și științific, precum și succederea generațiilor, duc însă la o schimbare profundă a societății.

## Prezent

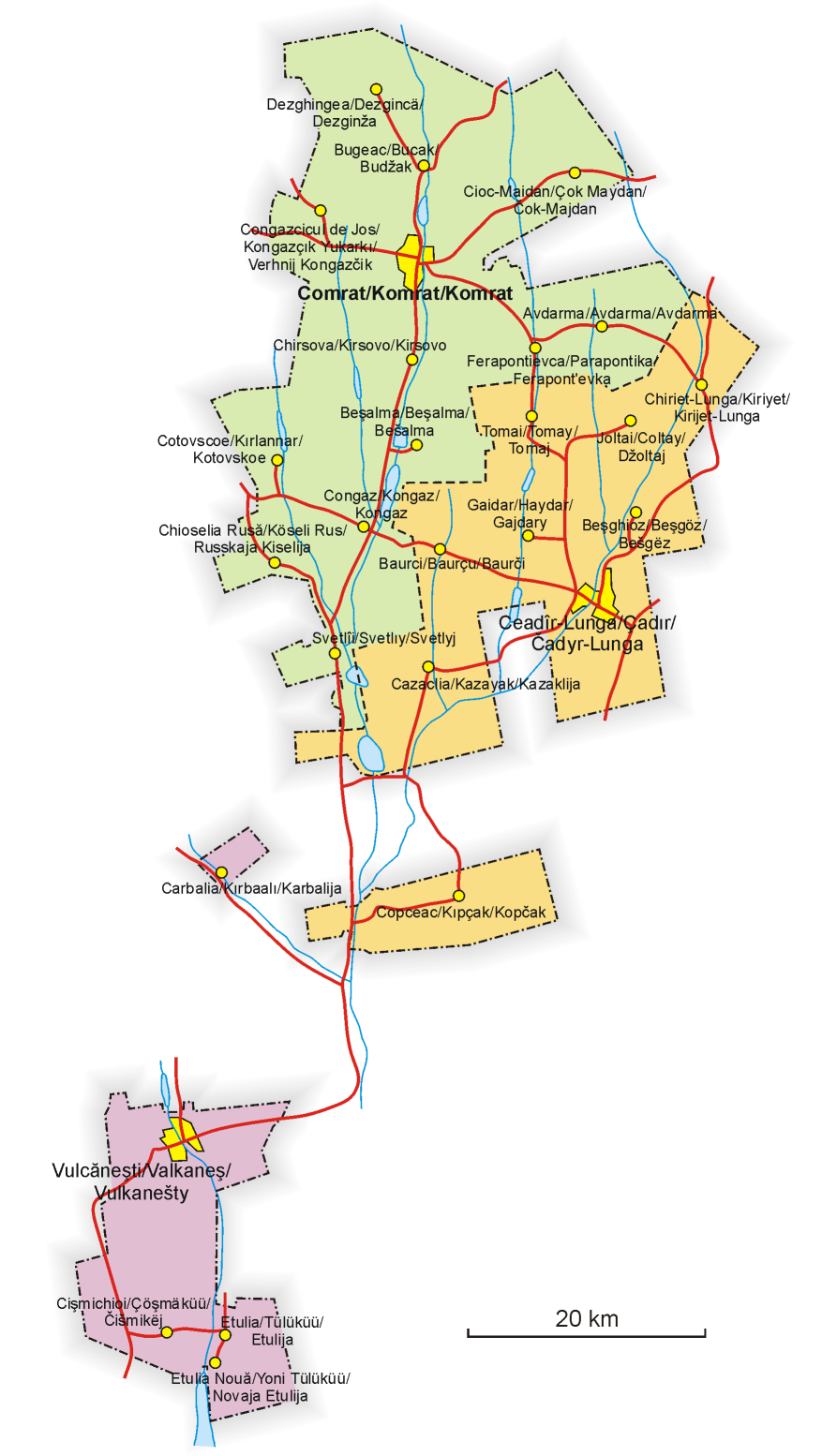
Harta Găgăuziei

Procesul de sovietizare și rusificare a fost atât de puternic în rândurile găgăuzilor, încât, în momentele de răscruce din anii 1989 și 1991, găgăuzii au susținut păstrarea cu orice preț a URSS-ului.
Naționalismul găgăuz a început ca o mișcare în sânul intelectualilor acestei etnii, încă din anul 1980. În anul 1988 activiștii locali s-au aliat cu alte minorități etnice din Moldova pentru a crea o mișcare militantă găgăuză.
Primele manifestări publice ale naționalismului și emancipării cultural-politice a găgăuzilor au declanșat reacții ostile din partea conducerii sovietice, ulterior moldovenești, ale Republicii Moldova.
În decembrie 1990 mișcarea separatistă Gagauz Halkı ("poporul găgăuz"), cu sprijinul tacit al autorităților centrale din Moscova, proclamă în raioanele Comrat, Ceadîr-Lunga și Vulcănești ale RSS Moldovenești așa-numita Republica Găgăuzia. În decembrie 1994 Parlamentul Republicii Moldova, dominat de agrarieni a recunoscut autonomia teritorială a găgăuzilor.
În anul 1995 hotarele noii regiuni autonome au fost stabilite în urma unui referendum zonal, în componența Republicii Moldova.